# 新垣隆
新垣 隆（にいがき たかし、1970年〈昭和45年〉9月1日 - ）は、日本の作曲家、ピアニスト。学位は学士（音楽）（桐朋学園大学）。桐朋学園大学音楽学部講師、桐朋学園大学院大学音楽研究科特任教授、大阪音楽大学短期大学部客員教授、株式会社カンパニーイースト所属。2018年からバンド・ジェニーハイのメンバーとしても活動している。

## 概要
日本の作曲家、ピアニストである。1970年9月1日生まれ、東京都清瀬市出身。桐朋学園大学において、音楽学部の作曲専攻にて非常勤講師。また、桐朋学園大学院大学において特任教授、大阪音楽大学では客員教授を務めている。2018年からバンド「ジェニーハイ」のメンバーとしても活動している。所属はカンパニーイースト。

## 来歴

### 生い立ち
東京都清瀬市の団地に生まれる。父は茅場町の証券会社の調査部に勤務。母がピアノ好きで、幼い新垣を膝に乗せてピアノの練習をしていたところ、ピアノに興味を示すようになったという。兄に続いてヤマハ音楽教室に通いはじめたのが音楽家へのきっかけになった。千葉市立さつきが丘中学校、千葉県立幕張西高等学校（音楽専攻）、桐朋学園大学音楽学部作曲科卒業。学士（音楽）の学位を取得。作曲を三善晃、南聡、中川俊郎、ピアノを森安耀子に師事した。

### 音楽家として
無声映画伴奏楽団カラード・モノトーンに参加、アンサンブル・ジェネシスのレジデント・コンポーザーである。2014年まで桐朋学園大学音楽学部作曲専攻非常勤講師を務めた。2018年4月、同校の非常勤講師に復帰した。2018年からBSスカパー!のバラエティ番組「BAZOOKA!!!」の企画で結成されたバンド・ジェニーハイのメンバーとして活動を開始。2020年度、大阪音楽大学短期大学部客員教授に就任。

## 人物評
渋谷慶一郎
若い頃の新垣を知る現代音楽家の渋谷慶一郎は、新垣が自身の名義で発表した作品については「演奏する人だから、奇抜なことをしても曲に運動神経があって面白かった」と語り、「非常に優秀なピアニストで作曲家」「俗世の欲のようなものからは果てしなく遠い人物」と、新垣のゴーストライター問題記者会見後に評している。
伊東乾
作曲家の伊東乾は、新垣について「日本で芸術音楽の作曲に関わる者で知らない人のない、彼の世代のトップランナーの1人として20代前半から注目されてきた芸術家」と書いている。また「誠実で、普段は控えめで、人間性はとても優しく、しかし音楽の主張は明確で、素晴らしい耳と手を持つ高度なピアニスト、ピアノ教授でもあり、つまるところ、彼の悪口を言うような人が、ちょっと思い浮かばないような第一人者」とも評している。
神山典士
新垣隆が佐村河内守のゴーストライターであることを暴露する記事を『週刊文春』に書いたノンフィクション作家の神山典士は、「自室には民族音楽を含めて世界中の音楽のCDや楽譜が山積みになり、80年代のアイドル歌謡曲や演歌などにも詳しい。つまり、音楽オタク」と書いている。
大学関係者
ゴーストライター問題発覚後、学生や、その保護者による人物評と思われる「優しくまっすぐで物腰柔らかな方」「現代音楽の面白さを体験を通して教えて下さいました」といったtwitterのツイート投稿がなされた。問題発覚後、新垣の申し出により一旦退職が決まっていたところ、慰留を求める学生からの多数の署名が集まったことにより一時白紙化された。

## ゴーストライター問題
2014年（平成26年）2月5日、18年にわたり佐村河内守のゴーストライターを務めていたことを公表した。記者会見では佐村河内は聴覚障害者ではない疑いがあることも明かした。新垣の電話による申し出により所属する大学が同年2月6日付の退職を決めたが、学生がネット上で慰留を求める署名活動を行なったこともあり、決定は白紙に戻った。しかし、新垣はけじめをつけたいとして同年2月13日に大学に辞表を提出し、3月末での退職をあらためて希望、大学は2014年度非常勤講師委嘱の辞退を受け入れることを決定した。
佐村河内と出会った25歳当時の状況は「少年時代には、ピアノでプロのヴァイオリニストと共演し早熟の天才と呼ばれたこともあった」が、「大学から得られる報酬は月に数万円程度」で「普段は町のピアノ教室やヴァイオリン教室の発表会の伴奏をしたり、レッスンの伴奏をしたりして糊口を凌いで」いたと記事中で描写されている。
ゴーストライターについて新垣は「私は、お金とか名声が欲しいのではありませんでした。佐村河内の依頼は現代音楽ではなく、調性音楽でしたから、私の仕事の本流ではありません」、「彼の申し出は一種の息抜きでした。あの程度の楽曲だったら、現代音楽の勉強をしている者だったら誰でもできる。どうせ売れるわけはない、という思いもありました」、「自分が作曲した作品が、映画音楽であれゲーム音楽であれ、多くの人に聴いてもらえる。その反響を聴くことができる。そのことが純粋に嬉しかったのです」などと語っている。
2015年5月7日、森達也の製作により、この一連の騒動がドキュメンタリーとして映画化されることが報じられ、2016年6月4日から『FAKE』の題で全国公開された（配給：東風）。森は、佐村河内と新垣の見方や関係がひっくり返るかもしれないと話していたという。当映画に対し新垣の所属事務所は公式サイトで反論している。新垣が出演したバラエティ番組（THE FACE OF 2014）において、「（佐村河内は）楽器は、弾けるというレベルではない」と発言し、番組側もテロップで「楽器の演奏はほぼ出来ない」と表示して佐村河内の実態を暴いた。しかし、その番組を視聴していた佐村河内が演奏し、打ち込みで作曲する姿がドキュメンタリーのなかで示された（※番組制作サイドが佐村河内の自宅を訪れ、佐村河内を貶める扱いはしないと約束するシーンが撮影されているにもかかわらず、当該番組を制作されてしまい、悲しみに暮れる佐村河内とその妻が描かれる）。
2015年6月17日、反省自伝本であり初著書となる「音楽という＜真実＞」（小学館）が出版された。

## 「佐村河内守」名義で発表された作品と評価
2014年（平成26年）2月6日発売の『週刊文春』誌上にて、神山典士が「佐村河内守の楽曲は新垣隆によるものである」というスクープ記事を発表した。同日、新垣隆は、佐村河内守からの依頼で、20曲以上を提供し、報酬として約700万円を受け取っていたことを記者会見で明らかにした。金銭のトラブルはなく、今後も佐村河内を訴訟する予定はないとのこと。提供した作品の著作権については、「放棄する」と語った。
代作の実態については「彼は実質的にはプロデューサーだった。彼のアイデアを実現するため、私は協力をした」、「彼が依頼し、私が譜面を作って渡すという、そのやり取りだけの関係」、「彼と私の情熱が非常に共感し合えた時もあったと思う」などと語った。
佐村河内から作曲の依頼を受けた作品は、映画『秋桜』への音楽が最初のものであった。その後、カプコンのゲーム『バイオハザード ディレクターズカット デュアルショックver.』と『鬼武者』の作曲を担当。交響組曲のCD収録の際は新垣自らが指揮をしたという後者は、特に関係者の間では評価が高かったという。
これらの作品はいずれも基本的には調性音楽として書かれ、作風はロマン派的なものである。
交響曲第1番 HIROSHIMA
この曲は最も高い評価を受け、CDの売上記録をはじめ、全国ツアーとして全国30ヵ所において順次開催され、全国各地の12のオーケストラが演奏する近年クラシック界では稀にみる規模の企画として特筆すべきものであった。
直木賞作家、五木寛之の「乾いた心を打たずにはおかな」かったばかりか、佐村河内守の亡くなった弟とそっくりとして主催者のサモンプロモーション代表へ紹介され、後に殆どの指揮を任されることになる指揮者・金聖響、この交響曲と同様に調性による作品を創作の中心としていた作曲家、三枝成彰や吉松隆を始めとして、クラシック界のアーティスト達からも賞賛を浴びた。
金聖響は「フィナーレに達するまでのこの曲は、まさしく作曲家ご自身が経験されてきた苦悩や絶望の70分間だと思います。美しくも力強い協和音的絶対音楽のなかに、深いドラマが存在する作品として、異常なほどの力を感じております。演奏者に求められる技術と体力は相当なもの」と最大の賛辞をコンサートパンフレットに寄せ、三枝成彰は交響曲第1番 HIROSHIMAについて、「私がめざす音楽と共通するところを感じる」とした。また、吉松隆は「すべての聴き手を巻き込む魅力に富むと同時に見事に設計された傑作だと確信する」と賞賛した。音楽評論家の許光俊は、同作を「世界で一番苦しみに満ちた交響曲」と評し、「これに比べれば、ショスタコーヴィチですら軽く感じられるかもしれない」と述べている。
これに対し、新垣が自身の名義で発表した作品を「曲に運動神経があって面白かった」と評価した渋谷慶一郎は『交響曲第1番 HIROSHIMA』について、「音楽としては全然面白くないね。聴力があってもなくてもつまらない」と述べている。
尚、続報として、この曲による全国ツアーのメイン指揮者だった金聖響が、この曲の知名度を利用して、寸借詐欺まがいの行為を繰り返していたと週刊文春により報じられている。
ヴァイオリンのためのソナチネ
義手のバイオリニストの少女の存在を知った佐村河内が、少女に作曲、贈呈したとされた曲であった。作曲後、佐村河内を特集したテレビ番組で、この「美談」が紹介されたが、放送終了後に佐村河内から少女の家族に「お宅は私のお蔭で娘がテレビに出られたのにもかかわらず、私への感謝の気持ちがなさすぎる」というメールが届いた。これに驚いた家族が「いままでお世話になったことは感謝しているけれど、我が家から娘をテレビに出してほしいと頼んだことは一度もない」と返信したところ、佐村河内は激怒し、最終的に両者は絶縁状態となった。一方で、実際にこの少女の家族と古くから親交があったのは新垣であり、少女が4歳の頃からヴァイオリンの発表会などで伴奏を務めていた。佐村河内に困惑した少女の家族が新垣と神山典士に相談したところ、新垣が真相を話した事が、一連のスキャンダルが暴露される一つの発端となった。
この曲は、2014年のソチオリンピックで、髙橋大輔のショートプログラムに使用する予定になっていたため、事実の露見を受けて髙橋大輔側は国際スケート連盟に、作曲者を不明 (Unknown) として登録し、採用された。
新垣は、「この事実を知って（髙橋が）受けるショックを考えると…」と悩みつつも、「日本を代表してオリンピックで活躍する髙橋選手までもが、佐村河内さんと私のウソを強化する材料になってしまう」という思いから、告白に踏み切ったという。また新垣自身は、この曲について「自分で言うのもおかしな話ですが、この曲は五輪という大きな舞台で鳴り響く資格のある、素晴らしい曲だと自負しています。髙橋選手には、堂々と自信をもって演技して欲しいと心から思っております」と述べている。
オリンピック直前の発表について髙橋大輔は、「正直ビックリしました。このタイミングでって。勘弁してよっていうのはありました」と苦笑しながら語っており、『ニューヨーク・タイムズ』（電子版）は「最悪のタイミング」と評している。
一方で髙橋大輔は、「でも正直、彼の背景とかを全く知らずに曲を選んだ。作った人が誰であろうと、どういう形だろうと素晴らしい曲」と、曲自体は高く評価しており、「この曲でスケート人生の最後を滑れることをうれしく思う」と語った。世界選手権でもこの曲を使用する予定であった。

## 主な作品

### 管弦楽曲
- 流るる翠碧（2015年）
- 交響曲〈連祷〉 -Litany- （2016年）[52]
- 交響的断章〜"連祷"の主題に基づく〜（2023年）

### 協奏曲
- 交響曲HARIKOMI（2014年、ジャズオーケストラのためのピアノ協奏曲）
  - 2014年6月25日、『週刊文春』の依頼を受ける形で「交響曲HARIKOMI」を作曲することが、ニコニコ動画のイベントで発表された。これは『週刊文春』のテーマ曲として依頼され、「取材対象が現れるのを息を潜めて待ち続ける―。その緊張感、焦燥感、そしてターゲットに直撃する時の高揚感をイメージした曲をぜひ作っていただきたい」と要望している[53]。
- ピアノ協奏曲「新生」（2015年）
- 「ジェニーハイ学園物語」を主題とする変奏曲（2021年）
- ヴァイオリン、ヴィオラと管弦楽のための協奏曲「バラード」(2024年)

### 室内楽曲
- July （Vn,Pf, 1984年）
- ゴールドベルク変奏曲の主題(アリア)に基づく28の変奏曲(trb,Vn,pf,1998年) [54]
- 遠き日々に寄せるふたつのうた（Vn,Pf, 2000年）
- 木管五重奏曲「明るい街角で」（2013年）[55]
- 無伴奏ヴァイオリン・ソナタ「創造」（2014年）
- ぼくらはオコジョのおまわりさん（Sp, Vn, Pf きむらゆういちの同名の絵本による）[55]
- インヴェンションあるいは倒置法 II
- インヴェンションあるいは倒置法 III
- インヴェンションあるいは倒置法"アマリッリ"(2018年)
- 周辺域-Periphery（ CD『糸［Fontec］』に収録）
- 無伴奏チェロのための「見えないパッサカリア」
- 若葉の五重奏曲(2024年)

### 吹奏楽曲
- ディヴェルティメント第1番〜祈り〜（2012年）
- ディヴェルティメント第2番〜遥かなる希望への道〜（2020年）
- ぼくらのマーチ（北海道教育大学委嘱作品）
- ミッション（2021年、船橋警察署防犯PR曲）

### ピアノ曲
- ピアノソナタ（1985年-1986年）[55]
- 郊外（6手Pf、2002年）
- 序奏、ロンド〜螺旋 あるいはソナチネ第2番 ピアノのための（Pf、2013年、佐藤祐介委嘱）[55]
- 流るる翠碧（ピアノ独奏版、2015年）
- こぐまのワルツ（2018年）
- マルセイユの風（2018年）
- Helleborus（2023年）[56]

### 声楽曲
- 男声合唱曲「連辞-層次II」
- 混声合唱曲「連辞-層次III」（2019年, 東京混声合唱団 委嘱作品）
- まど・みちおの詩による6つの歌（Sop,Pf, 2014年）
- 埼玉県立川越特別支援学校校歌[57]
- マドリガル（2024年）

### 舞台音楽
- 曽根崎心中（2016年）[58]
- オペラ「おいもさま」(2023年,島根県大田市民会館開館60周年記念作品)
- 舞台映画「THE GHOST」（2025年）[59]
- バレエ「海賊」（2025年、NBAバレエ団）

### ゲーム音楽
- EARTH DEFENSE FORCE: IRON RAIN テーマ曲「IRON RAIN～望」（2019年）

### 映画音楽
- 日本と原発 私たちは原発で幸せですか?（2014年） - 監督: 河合弘之、構成: 海渡雄一[60]
- 日本と原発 4年後（2015年） - 監督: 河合弘之、構成: 海渡雄一[61]
- サイレント映画『シロナガスクジラに捧げるバレエ』音楽（海野幹雄との共同作曲、監督：坂口香津美、2015年9月19日ユーロスペースほかにて公開）
- 蔦監督―高校野球を変えた男の真実―（2016年） - 監督: 蔦哲一朗[62]
- 日本と再生 光と風のギガワット作戦（2017年） - 監督: 河合弘之、構成: 海渡雄一、作曲: 坂本龍一と共作[63]
- 親密な他人（2022年） - 監督: 中村真夕

### カデンツァ
- モーツァルト：ピアノ協奏曲第26番のカデンツァ（中村紘子デビュー55周年記念CD収録）
- ハイドン：チェロ協奏曲第1番のカデンツァ

### 歌謡曲
- 青山☆聖ハチャメチャハイスクール「メチャハイの天地創造」（2016年、プロデュースも担当）[64][65]
- 坂本冬美 「愛の詩」（2016年）[66]

### その他
- 交響曲足立区〈ADACHIKU〉（2014年、ビートたけしのコントにて自作自演）
- らあめん花月嵐「嵐げんこつらあめんゴースト」のテーマ曲（2015年）[67][68]

### 編曲作品
- 三善晃作曲、「レクイエム」の1台、又は2台のピアノのための編曲（全音楽譜出版社、2004年出版）
- 三善晃作曲、「響紋」の1台、又は2台のピアノのための編曲（全音楽譜出版社刊、2004年出版）
- 三善晃作曲、歌劇「遠い帆」の四手連弾ピアノのための編曲（全音楽譜出版社刊、2012年出版）
- ゆうひが丘の総理大臣＋α（筒美京平作曲「時代遅れの恋人たち」「スイートメモリー」による）CD『トキノコダマ2』（ALM RECORDS）に収録。
- アンドアイラヴ…（松平頼暁との共編曲。レノン＝マッカートニー作曲）CD『トキノコダマ2』（ALM RECORDS）に収録
- 我ら思う、故に我ら在り（ピアノバージョン）作曲：綾小路翔（仮面ライダーゴースト挿入歌）[69]

## ディスコグラフィ
- 見えない笛（フルート：遠藤剛史、ピアノ：新垣隆）（ALM RECORDS、1998年2月25日発売）
- 糸（演奏：糸、作曲：野村誠、大友良英、高橋悠治、新垣隆、武智由香）（Fontec、1999年6月25日発売）
- ACTION MUSIC 川島素晴 - フルート協奏曲（指揮：川島素晴、演奏：木ノ脇道元、菊地秀夫、甲斐史子、岩永知樹、神田佳子、新垣隆）（Fontec、2000年8月25日発売）
- トキノコダマ2（演奏：曽我部清典、中川俊郎、編曲：ヲノサトル、一ノ瀬響、新垣隆他）（ALM RECORDS、2004年2月9日発売）
- 唱歌の四季 三善晃の2台ピアノ伴奏による合唱作品集（指揮：山田和樹、演奏：東京混声合唱団、中嶋香、中川俊郎、篠田昌伸、新垣隆）（Fontec、2007年7月21日発売）
- 夢の意味（指揮：山田和樹、演奏：東京混声合唱団、中嶋香、新垣隆）（Fontec、2007年9月21日発売）
- N/Y（新垣隆、吉田隆一）（APOLLO SOUNDS、2015年2月11日発売）
- ロンド　珠玉のヴァイオリン曲集（バイオリン：礒絵里子、ピアノ：新垣隆）（ART INFINI、2015年3月11日発売）
- 交響曲〈連祷〉 -Litany-（演奏：東京室内管弦楽団）（デッカ・レコード、2016年11月16日）[52]
- Helleborus（vase、2023年4月23日）配信限定シングル[56]

## 著書
- 『音楽という<真実>』小学館，2015

## 出演番組

### バラエティ番組
- どぅんつくぱ〜音楽の時間〜（2014年、フジテレビ）
- Mr.サンデー スクープSP（2014年4月13日、フジテレビ）
- BAZOOKA!!!（2014年5月26日、BSスカパー!）
- エンダン（2014年6月20日、NOTTV）
- ビートたけしのいかがなもの会〜2014 早すぎる流行語大賞〜（2014年10月10日、テレビ朝日）
- コヤブソニック2014ファイナル（2014年11月16日、フジテレビNEXT）
- バイキング（2014年12月8日、フジテレビ）
- 今だから言えるナイショ話（2014年12月21日、毎日放送）
- ザ!世界仰天ニュース（2014年12月24日、日本テレビ）
- 情報ライブ ミヤネ屋（2014年12月26日、読売テレビ）
- ビートたけしのアナ雪のおかげでオレの映画が遅れちゃったぞTV（2014年12月26日、TBS）
- 輝く!日本レコード大賞（2014年12月30日、TBS）
- ダウンタウンのガキの使いやあらへんで!!年越しスペシャル 絶対に笑ってはいけない大脱獄24時（2014年12月31日、日本テレビ）
- THE FACE OF 2014 世界が選ぶ今年の顔アワード！！（2014年12月31日、フジテレビ）[70]
- 2014→2015 ツキたい人グランプリ〜ゆく年つく年〜（2014年12月31日、フジテレビ）
- 鶴瓶のうるさすぎる新年会（2015年1月1日、フジテレビ）
- 5時に夢中!（2015年3月11日、TOKYO MX）
- 爆問！最強ドッキリ祭　パニックフェイス17連発SP!（2015年4月8日、TBSテレビ）[71]
- しくじり先生 俺みたいになるな!!（2015年5月25日、テレビ朝日）
- カツヤマサヒコSHOW（2015年5月30日、サンテレビ） ※後に番組オープニング曲を作曲
- ミエと良子のおしゃべり泥棒RETURNS（2015年8月8日、BSジャパン）

その他、情報番組、バラエティ番組、音楽番組等にゲスト出演。なお、オリコンでのインタビューにてバラエティ等の出演への思いを披歴している。

### テレビドラマ
- ジゴロinシェアハウス（2015年3月13日 - 、TBSチャンネル） - 新井新八 役[73]

### ラジオ
- 爆笑問題の日曜サンデー（2014年8月31日、TBSラジオ）
- 大竹まことゴールデンラジオ!（2015年7月24日、文化放送）
- くにまるジャパン（2015年8月31 - 9月4日、文化放送）
- OTTAVA Salone（2015年10月6日、OTTAVA株式会社）
- 新垣隆の音楽室（2015年10月 - 、JFN系列）
- ナイツのちゃきちゃき大放送（2016年10月29日、TBSラジオ）

### CM
- 大日本除虫菊「コンバット」（2015年4月）
- ロッテ「AQUO」（2015年） ※ WEB限定CM[74]
- 日清食品 カップヌードル（2016年3月30日 - ）
- Y!mobile「Y!BAND結成」篇・「スイーツ弁当」篇（2019年2月 - ） - Toshl・吉岡里帆・芦田愛菜と共演

## 関連文献
- 神山典士、『週刊文春』取材班「NHKスペシャルが大絶賛「現代のベートーベン」 全聾の作曲家佐村河内守はペテン師だった!」『週刊文春』第56巻第6号、文藝春秋、2014年2月13日、24-31頁。
  - 神山典士、『週刊文春』取材班『堕ちた“現代のベートーベン” 「佐村河内守事件」全真相』（Kindle版）文藝春秋〈文春e-Books〉、2014年2月13日。ASIN B00ICD1TH0。
- 神山典士、『週刊文春』取材班「スクープした本誌だから書ける! 偽ベートーベン佐村河内守の正体」『週刊文春』第56巻第7号、文藝春秋、2014年2月20日、22-27頁。
  - 神山典士、『週刊文春』取材班『徹底取材第2弾 佐村河内守の「正体」』（Kindle版）文藝春秋〈文春e-Books〉、2014年2月20日。ASIN B00IHVGR4C。
- 神山典士、『週刊文春』取材班「独走スクープ第3弾 「謝罪文」のウソを暴く! 佐村河内守 障がい者と被災地への冒涜」『週刊文春』第56巻第8号、文藝春秋、2014年2月27日、24-29頁。
  - 神山典士、『週刊文春』取材班『徹底取材第3弾 佐村河内守の「嘘」』（Kindle版）文藝春秋〈文春e-Books〉、2014年2月27日。ASIN B00IMWOAMM。
- 神山典士、『週刊文春』取材班「独走スクープ第5弾 佐村河内守を絶賛した“マスコミ共犯者”リスト NHKは9番組、朝日記事は32本!」『週刊文春』第56巻第10号、文藝春秋、2014年3月13日、36-38頁。
- 神山典士、『週刊文春』取材班「独走スクープ第6弾 佐村河内守大嘘会見 新垣隆が明かす決定的証拠」『週刊文春』第56巻第11号、文藝春秋、2014年3月20日、22-27頁。
- 新垣隆「独走スクープ第4弾 佐村河内守へのラストメッセージ 新垣隆 ゴーストライター 独占手記」『週刊文春』第56巻第9号、文藝春秋、2014年3月6日、28-31頁。
- 新垣隆『音楽という「真実」』小学館、2015年6月。ISBN 9784093884211。